# Білоцерківська книжкова фабрика
ПрАТ «Білоцерківська книжкова фабрика» — підприємство поліграфічної промисловості, розташоване у місті Біла Церква Київської області, яке спеціалізується на виробництві поліграфії, передусім книг, брошур, канцелярського друку та рекламної продукції.

## Історія

Меморіальна дошка Шолом-Алейхему на будівлі фабрики

Білоцерківська книжкова фабрика розпочала свою діяльність у 1958 році. За радянського часу входила до об'єднання поліграфічних підприємств України «Поліграфкнига».
У 1994 році фабрику було перейменовано на ВАТ «Білоцерківська книжкова фабрика», пізніше — на ПрАТ «Білоцерківська книжкова фабрика».
На підприємстві було здійснено переоснащення обладнання. Щорічний обсяг реалізованої продукції сягає понад 15 млн грн. Компанія є одним із лідерів у виробництві поліграфічної продукції в регіоні та книжкового друку в Україні. Співпрацює, зокрема, з такими видавництвами, як «КСД», «А-ба-ба-га-ла-ма-га», «Знання», «Генеза». На фабриці проводяться регулярні екскурсії для школярів.
На будівлі книжкової фабрики розміщено меморіальну дошку Шолом-Алейхему. У 1883—1887 роках письменник жив та працював у будинку, що раніше знаходився на цьому місці.

## Продукція
Основні види продукції Білоцерківської книжкової фабрики:
- книги
- плакати, афіши, проспекти, буклети, брошури, каталоги
- канцелярська поліграфія, шкільні зошити

Також підприємство надає повний цикл редакційно-виданичих та дизайнерських послуг.

## Відзнаки та нагороди
- Диплом Міжнародного відкритого рейтингу популярності та якості «Золота Фортуна»[2]